# Lucien Fruchaud
Lucien Fruchaud (ur. 23 października 1934 w Le Loroux-Bottereau) – francuski duchowny rzymskokatolicki, w latach 1992-2010 biskup Saint-Brieuc.

## Życiorys
Święcenia kapłańskie przyjął 30 czerwca 1962. 17 lipca 1992 został mianowany biskupem Saint-Brieuc. Sakrę biskupią otrzymał 19 września 1992. 20 sierpnia 2010 przeszedł na emeryturę.